# National Endowment for the Arts

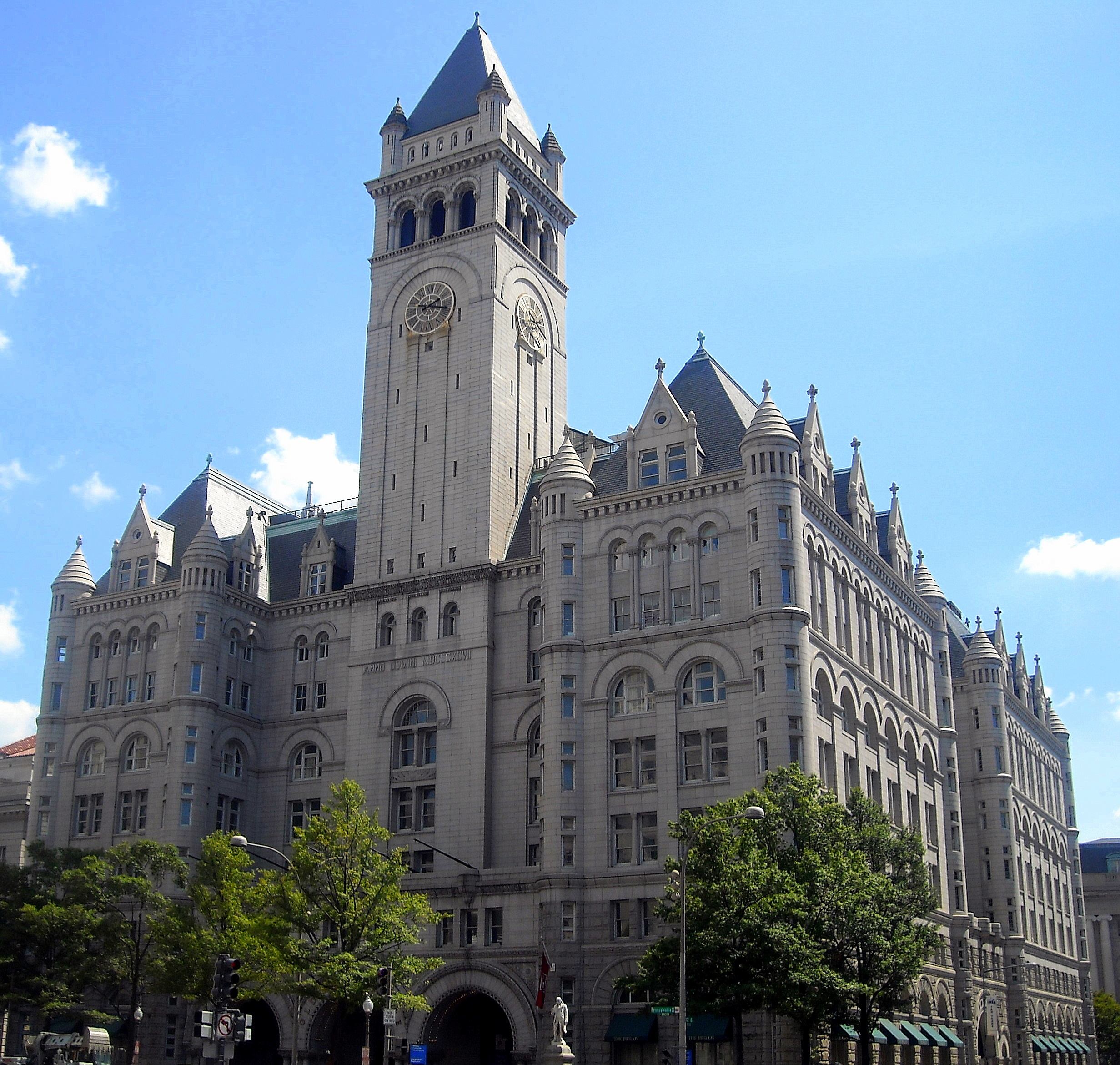
A „régi postahival” épülete Washingtonban; a NEA jelenlegi székhelye

A National Endowment for the Arts (NEA) az Amerikai Egyesült Államok szövetségi kormányának független ügynöksége, amely támogatást és finanszírozást kínál művészi kiválóságot felmutató projektekhez. 1965-ben hozták létre a szövetségi kormány független ügynökségeként az Egyesült Államok Kongresszusának törvényével, amelyet Lyndon B. Johnson elnök írt alá 1965. szeptember 29-én (20. U.S.C. 951).
A NEA létrehozói: az Országos Bölcsészeti és Bölcsészeti Alapítvány alügynöksége, az Országos Bölcsészettudományi Alap, a Szövetségi Bölcsészeti és Bölcsészettudományi Tanács, a Múzeumi és Könyvtári Szolgáltató Intézet.
A NEA az Egyesült Államok egyetlen állami kulturális finanszírozó intézményeként szövetségi szinten. A NEA elsősorban ösztöndíjjal igyekszik fiatal művészeket segíteni, illetve korlátozott ideig támogat bizonyos projekteket. A NEA éves költségvetése körülbelül 120 millió dollár.
A NEA-t több alkalommal is erősen kritizálták a lakosság bizonyos rétegei, amikor a NEA az adófizetők pénzéből olyan művészeket támogatott, akiknek művészetét egyesek istenkáromlónak tartották (mint Andres Serrano és Robert Clark Young esetében, vagy obszcénnak, mint Robert Mapplethorpe esetében).
Az alapítvány székhelye a Washington DC-ben található Old Post Office Pavilion − amelyet Nancy Hanks Centerre kereszteltek át a NEA első női elnökének tiszteletére. A NEA testvéralapítványa a NEH, az Országos Bölcsészettudományi Alapítvány a Bölcsészettudományok Fejlesztéséért. Évente odaítéli a NEA Jazz Masters Fellowships ösztöndíjat, egyfajta ösztöndíjat dzsesszzenészeknek.
A NEA irodái Washingtonban találhatók.

## NEA Jazz Masters
- 1982: Roy Eldridge, Dizzy Gillespie, Sun Ra
- 1983: Count Basie, Kenny Clarke, Sonny Rollins
- 1984: Ornette Coleman, Miles Davis, Max Roach
- 1985: Gil Evans, Ella Fitzgerald, Jo Jones
- 1986: Benny Carter, Dexter Gordon, Teddy Wilson
- 1987: Cleo Patra Brown, Melba Liston, Jay McShann
- 1988: Art Blakey, Lionel Hampton, Billy Taylor
- 1989: Barry Harris, Hank Jones, Sarah Vaughan
- 1990: George Russell, Cecil Taylor, Gerald Wilson
- 1991: Danny Barker, Buck Clayton, Andy Kirk, Clark Terry
- 1992: Betty Carter, Dorothy Donegan, Harry "Sweets" Edison
- 1993: Milt Hinton, Jon Hendricks, Joe Williams
- 1994: Louie Bellson, Ahmad Jamal, Carmen McRae
- 1995: Ray Brown, Roy Haynes, Horace Silver
- 1996: Tommy Flanagan, Benny Golson, J. J. Johnson
- 1997: Billy Higgins, Milt Jackson, Anita O'Day
- 1998: Ron Carter, James Moody, Wayne Shorter
- 1999: Dave Brubeck, Art Farmer, Joe Henderson
- 2000: David Baker, Donald Byrd, Marian McPartland
- 2001: John Lewis, Jackie McLean, Randy Weston
- 2002: Frank Foster, Percy Heath, McCoy Tyner
- 2003: Jimmy Heath Elvin Jones, Abbey Lincoln
- 2004: Jim Hall, Chico Hamilton, Herbie Hancock, Luther Henderson, Nat Hentoff, Nancy Wilson
- 2005: Kenny Burrell, Paquito D'Rivera, Slide Hampton, Shirley Horn, Artie Shaw, Jimmy Smith, George Wein
- 2006: Ray Barretto, Tony Bennett, Bob Brookmeyer, Chick Corea, Buddy DeFranco, Freddie Hubbard, John Levy
- 2007: Toshiko Akiyoshi, Curtis Fuller, Ramsey Lewis, Dan Morgenstern, Jimmy Scott, Frank Wess, Phil Woods
- 2008: Candido Camero, Andrew Hill, Quincy Jones, Tom McIntosh, Gunther Schuller, Joe Wilder
- 2009: George Benson, Jimmy Cobb, Lee Konitz, Toots Thielemans, Rudy Van Gelder, Snooky Young
- 2010: Muhal Richard Abrams, George Avakian, Kenny Barron, Bill Holman, Bobby Hutcherson, Yusef Lateef, Annie Ross, Cedar Walton
- 2011: Hubert Laws, David Liebman, Johnny Mandel, Orrin Keepnews, and the Marsalis Family (Ellis Marsalis Jr., Branford Marsalis, Wynton Marsalis, Delfeayo Marsalis, and Jason Marsalis
- 2012: Jack DeJohnette, Von Freeman, Charlie Haden, Sheila Jordan, Jimmy Owens
- 2013: Mose Allison, Lou Donaldson, Lorraine Gordon, Eddie Palmieri
- 2014: Jamey Aebersold, Anthony Braxton, Richard Davis, Keith Jarrett
- 2015: Carla Bley, George Coleman, Charles Lloyd, Joe Segal
- 2016: Gary Burton, Wendy Oxenhorn, Pharoah Sanders, Archie Shepp
- 2017: Dee Dee Bridgewater, Ira Gitler, Dave Holland, Dick Hyman, Lonnie Smith
- 2018: Pat Metheny, Dianne Reeves, Joanne Brackeen, Todd Barkan
- 2019: Bob Dorough, Abdullah Ibrahim, Maria Schneider, Stanley Crouch
- 2020: Dorthaan Kirk, Bobby McFerrin, Roscoe Mitchell, Reggie Workman
- 2021: Terri Lyne Carrington, Albert Heath, Phil Schaap, Henry Threadgill
- 2022: Billy Hart, Donald Harrison, Stanley Clarke, Cassandra Wilson
- 2023: Regina Carter, Kenny Garrett, Louis Hayes, Sue Mingus
- 2024: Gary Bartz, Terence Blanchard, Willard Jenkins, Amina Claudine Myers
- 2025: Marshall Allen, Marilyn Crispell, Chucho Valdés, Gary Giddins